# Franz Petschek
Franz Konrad Petschek (* 23. Dezember 1894 in Aussig, Österreich-Ungarn; † 25. Juni 1963 in New York City, USA), amerikanisiert ab 1940 Frank Conrad Petschek, war ein führender Angehöriger der deutschböhmischen Unternehmerdynastie Petschek.

## Leben
Franz Petschek entstammte einem assimilierten jüdischen Elternhaus. Er war das sechste von sieben Kindern des Industriellen Ignaz Petschek und dessen Frau Helene, geb. Bloch. Die Petschek-Familie zählte zu den einflussreichsten Industriellen in Österreich-Ungarn. Gemeinsam mit seinen Brüdern Isidor und Julius beherrschte Ignaz Petschek fast 50 % des Braunkohlenbergbaus in Europa. Darüber hinaus besaßen sie zahlreiche Aktienanteile an Banken sowie in der Papier-, Glas- und Chemieindustrie. Anfang des 20. Jahrhunderts trennte sich Ignaz Petschek von seinen Brüdern und erwarb namhafte Beteiligungen insbesondere in der mittel- und ostdeutschen Braunkohlenindustrie, die ihm dort eine marktbeherrschende Stellung verschafften. Die Familie von Ignaz Petschek lebte in Aussig, zeitweise aber auch dauerhaft in Berlin. Speziell Ignaz Petschek zog sich erst im hohen Alter ganz nach Aussig zurück.
Neben Deutsch lernte Franz Petschek Englisch und Französisch. Nach Auflösung der Donaumonarchie wurde Aussig im Jahr 1918 der neu gegründeten Tschechoslowakei zugeordnet. Die Mehrheit der Aussiger Bevölkerung verstand sich als Teil der deutschen Minderheit. Auch die Petscheks deklarierten sich bei Volkszählungen stets als Volksdeutsche. Sie pflegten privat sowie öffentlich die deutsche Sprache und Kultur, ihre Unternehmen trugen deutsche Firmennamen, ihre Buchführung sowie sämtliche private und geschäftliche Korrespondenz erfolgte in Deutsch. Sowohl die Aussiger wie die Prager Petscheks waren keine Anhänger des tschechoslowakischen Nationalismus, sie sprachen und konnten kaum Tschechisch.
Ab Beginn der 1920er-Jahre wurde Franz Petschek von seinem Vater in die Leitung der tschechoslowakischen, ungarischen und polnischen Familienunternehmen eingearbeitet, während seine Brüder Ernst (1887–1956) und Karl (1890–1960) die Geschäfte der Aussiger Petscheks in Deutschland sowie Wilhelm (1896–1980) in Österreich und Italien übernahmen. Unter anderem erfolgte Anfang Juni 1922 Franz Petscheks Berufung in den Verwaltungsrat der Atlantica Trust AG in Budapest (bis 1921 Atlantica Seeschifffahrts AG). Spätestens ab 1925 gab er Aussig als seinen festen Wohnsitz an.
Im März 1926 wurde er in den Verwaltungsrat der Oehringen Bergbau AG gewählt, eine der größten und wichtigsten Aktienbeteiligungen der Familie in Oberschlesien. Am 26. Juni 1927 heiratete er die aus Lodz stammende Janina Teofila Barcinska (1905–1986). Im Oktober 1927 folgte seine Kooptation in den Verwaltungsrat der Anglo-Tschechoslowakischen Bank. Diese Position hielt er bis Ende April 1936 inne. Ferner war er ab 1929 im Verwaltungsrat der Duxer Kohlengesellschaft AG vertreten. Ab Juli 1929 ließ er sich nach Plänen von Paul Brockardt eine der größten Villen in Aussig bauen. Das vierstöckige pompöse Gebäude bezog er mit seiner Frau Ende Januar 1931.
Anfang der 1930er-Jahre setzte der Zerfall des Wirtschaftsimperiums der Petscheks ein. Dieser Vorgang hatte familiäre, wirtschaftliche und politische Gründe. Während die Angehörigen des Prager Familienteils sich bereits im Jahr 1932 entschieden, ihre Geschäfte in Mitteleuropa aufzugeben, und ihre Anteile an sämtlichen Unternehmen in Deutschland und der Tschechoslowakei bis 1938 verkauften, führten nach dem Tod von Ignaz Petschek im Jahr 1934 seine vier Söhne die Unternehmungen des Aussiger Familienteils weitgehend unabhängig voneinander bis zu ihrer Enteignung 1939/40 fort. Ernst, Karl und Wilhelm Petschek lebten seit Mitte der 1920er-Jahre in Berlin, wo sie feste Wohnsitze besaßen. In Aussig verblieben lediglich Franz Petschek, seine Frau und seine Mutter.
Nach dem Tod seines Vaters war Franz Petschek nicht mehr am Besitz der Familie in Deutschland beteiligt. Die Anteile an deutschen Unternehmen von Ignaz Petschek gingen auf Karl und Ernst Petschek sowie auf ein von Karl Petschek geführtes westeuropäisches Konsortium über. Hingegen führte Franz Petschek die einstigen Unternehmungen seines Vaters in der Tschechoslowakei ohne die Beteiligung seiner Brüder allein weiter. Zu familiären Dissonanzen war es bereits 1932 während des Caro-Petschek-Prozesses gekommen. Treibende Kraft hinter diesem Familienstreit war Franz Petschek, während seine Brüder eine Eskalation im Interesse des Ansehens der Familie vermeiden wollten. Der Prozess hatte verheerende Auswirkungen auf den Ruf der Petscheks.
Im Zuge des Verkaufs sämtlicher Anteile an Unternehmen der Prager Petscheks in Mitteleuropa bot im Herbst 1937 ein Industriekonsortium, welches aus der Friedrich Flick KG, der I.G. Farben, der Wintershall Holding und den Riebeck’schen Montanwerken bestand, den Erben von Ignaz Petschek den Kauf ihrer gesamten Bergwerke in Deutschland und Nordböhmen an. Ernst und Franz Petschek signalisierten Gesprächsbereitschaft, hingegen lehnten Karl und Wilhelm Petschek in totaler Fehleinschätzung der politischen Lage jegliche Verkaufsverhandlungen ab, woraufhin Hermann Göring im Januar 1938 einen Ausschuss ins Leben rief, der Wege zur raschen „Arisierung“ der Petschek-Unternehmen aufzeigen sollte.
Diese Kommission drängte anfänglich auf eine „freiwillige Arisierung“ und erklärte, dass eine Enteignung und „Arisierung der Gewerbebetriebe nicht gewünscht sei, sondern eine ‚Überführung‘ durch Kauf in arische Hände.“ Dementsprechend wurden verschiedene Anteile von Bergwerken, die sich in Deutschland beispielsweise im Besitz von Ernst Petschek befanden, in der Folgezeit nicht entschädigungslos enteignet, sondern von ihm zu einem angemessenen Preis verkauft. Auch Franz Petschek war bereit, seine Anteile an Bergwerken in der Tschechoslowakei zu verkaufen, bestand jedoch auf Zahlung in Dollar, Pfund oder Franken, was auf Grundlage der damaligen Devisenverkehrsbeschränkungen sowohl in Deutschland als auch in der Tschechoslowakei ausgeschlossen war.
Die folgende schrittweise Enteignung der „Ignaz-Petschek-Gruppe“ wurde zum größten Einzelobjekt in der Geschichte der „Arisierung“. Dies geschah zunächst allerdings nicht allein vor dem Hintergrund der „Arisierung“, sondern resultierte maßgeblich aus der hartnäckigen Verkaufsverweigerung Karl, Wilhelm und mit Einschränkungen auch Franz Petscheks. Bis zum Sommer 1938 verließen mit Ausnahme von Franz Petschek alle Angehörigen des Petschek-Clans Deutschland und die Tschechoslowakei. Sie lebten zunächst in der Schweiz und in England, von wo aus die Führung ihrer sämtlichen Geschäfte in Mitteleuropa über Strohmänner erfolgte. Anschließend zogen alle bis September 1939 in die USA.
Franz Petscheks Frau und seine Mutter befanden sich seit Mitte 1938 in einem luxuriösen Feriendomizil in der Schweiz, wohin bis Ende Oktober 1938 ganze Güterzüge beladen mit Haushaltsgegenständen der Petscheks gelangten, nebst Wertsachen, Bildern, Silber, Wandteppichen, Porzellan, Kristall, Kronleuchtern, Klaviere etc. Als letzter reiste Franz Petschek Anfang September 1938 in Aussig ab. Authentischen Berichten von Zeitzeugen zufolge, waren mehrere LKW und PKW seines Konvois schwer mit Gold beladen. Nach dem Münchner Abkommen erlangten die deutschen Behörden im Oktober 1938 zwar Zugang zu den Geschäftsräumen in Aussig, jedoch anders als in der Nachkriegsliteratur oftmals dargestellt keinen Zugriff auf Franz Petscheks tschechoslowakische Anteile im Sudetenland. Denn die Tschechoslowakei bestand zunächst als Staat mit kleinerem Territorium fort und Franz Petschek hatte den Hauptsitz der Aussiger I. Petschek-Gesellschaften nach Brünn verlegt.
Im November 1938 brach Franz Petschek nach Brasilien auf und emigrierte 1940 in die USA, wo er aufgrund der Höhe seines Vermögens und großzügiger Spenden noch im selben Jahr eingebürgert wurde. Dabei änderte er seine Vornamen in Frank Conrad und ließ sich mit seiner Frau und zwei Töchter, die damals 9 und 12 Jahre alt waren, in New York City nieder. Im Januar 1939 wurde der Besitz der Ignaz-Petschek-Erben in Deutschland unter Zwangsverwaltung gestellt. Im Sudetenland und der Tschechoslowakei konnten die NS-Behörden das Firmenvermögen und Eigentum der Familie jedoch erst nach der Zerschlagung der Rest-Tschechei beschlagnahmen. Dies geschah dann per Beschluss des Reichsprotektors für Böhmen und Mähren vom 28. Oktober 1939.
Bis dahin konnten Strohmänner über Brünn noch verschiedene Guthaben und Beteiligungen der Petscheks in Millionenhöhe in die Schweiz und USA transferieren. Dazu zählten auch die Gehälter und Sozialabgaben tausender Bergarbeiter der Petschek-Betriebe im Sudetenland sowie ausstehende Steuern an den tschechoslowakischen Staat, weshalb sogar noch die legitime tschechoslowakische Regierung ab Herbst 1938 die Zwangsmaßnahmen der deutschen Behörden unterstützt hatte und große Teile der Bevölkerung die Zerschlagung des Petschek-Imperiums befürworteten.
Allerdings fiel im Kontext auf, dass ganz oben auf der nach Priorität geordneten Sonderfahndungsliste G.B. die Brüder Karl, Ernst und Wilhelm Petschek standen, Franz Petschek in diesem Verzeichnis jedoch gänzlich fehlte und demnach nicht „erfasst und sichergestellt“ werden sollte. Nach dem Krieg konnte unter anderem beim Flick-Prozess festgestellt werden, dass die NS-Behörden das Vermögen insbesondere von Franz und Karl Petschek getrennt voneinander behandelt hatten und dass Franz Petschek keinen Schwierigkeiten mit den deutschen Finanzämtern ausgesetzt gewesen sei.
Nach 1945 wurde Frank Petschek eine treibende Kraft bei der sogenannten Amerikanisierung des Holocaust. Unter anderem finanzierte er an Universitäten gezielt Projekte und Studien über die Shoa, was in den USA der 1950er- und 1960er-Jahre kein gefragtes Thema war. 1961 stieß er in der Columbia University nach dreitägiger Suche auf Raul Hilbergs 1954 geschriebene Dissertation Die Vernichtung der europäischen Juden. Hilberg konnte über sieben Jahre keinen Verleger für das Buch finden. Selbst Yad Vashem lehnte eine Unterstützung bei der Veröffentlichung ab. Deren Historiker beanstandeten Hilbergs kritische Einschätzung des aktiven und passiven jüdischen Widerstandes. Petschek finanzierte eine Startauflage von 5500 Stück und kaufte davon 1300 Exemplare selbst auf. Das Buch ließ er dann 1961 parallel zum Eichmann-Prozess erscheinen. Nach Angaben von Hilberg war Frank Petschek sein wichtigster Finanzier, dessen Unterstützung eine Veröffentlichung des Werks überhaupt erst ermöglichte. Es gilt heute als Standardwerk und Grundlage aller Holocaust-Studien.
Frank Petschek verstarb im Alter von 68 Jahren in seinem Apartment 1070 Park Avenue in New York.